# Minami Takahashi
Minami Takahashi (高橋 みなみ Takahashi Minami?,  Hachiōji, Tokio, 8 de abril de 1991) es una Idol, cantante y actriz japonesa. Es conocida por haber sido miembro del grupo femenino AKB48, donde formó parte del Equipo A. Takahashi fue la primera sōkantoku (directora general) tanto de AKB48 como de sus grupos hermanos, posición que le fue dada en 2012. Entre 2008 y 2013, también fue miembro de la subunidad No Sleeves junto a Haruna Kojima y Minami Minegishi.

## Biografía

### Primeros años
Takahashi nació el 8 de abril de 1991 en la ciudad de Hachiōji, Tokio. Su familia se compone de sus padres y un hermano menor. En agosto de 2005, Takahashi se convirtió en una de los treinta finalistas del HoriPro Talent Contest de Horipro, pero no ganó. En octubre de ese mismo año, participó en la primera audición de AKB48 y fue una de las 24 jóvenes de 7.924 aplicantes que aprobaron, siendo también una de sus miembros fundadores. De acuerdo con Tomonobu Togasaki, gerente del AKB48 Theater, Takahashi tenía "dos ventajas extraoficiales", puesto que tanto su cumpleaños (8 de abril de 1991) como su estatura (148 cm) contienen el número "48". Debutó como miembro del Equipo A el 8 de diciembre de 2005.

### Carrera

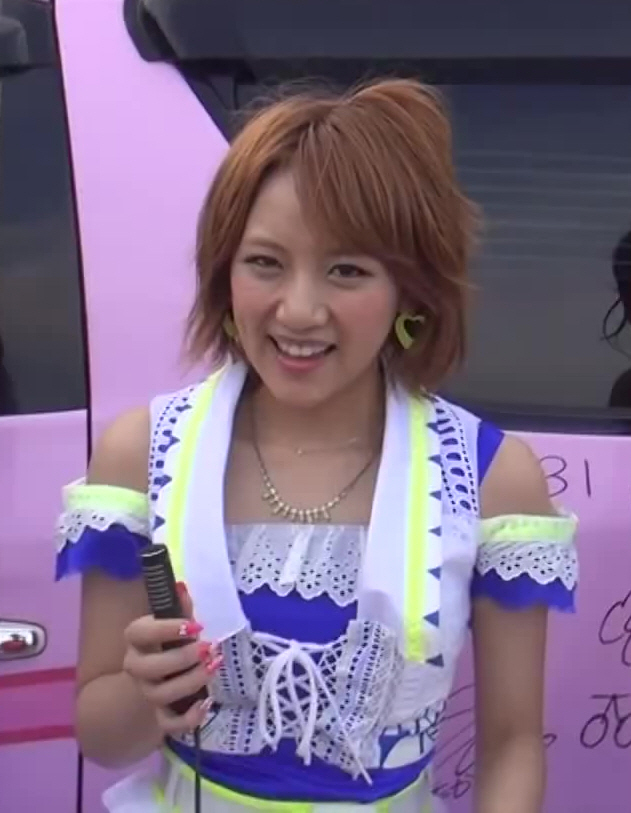
Takahashi en septiembre de 2013.

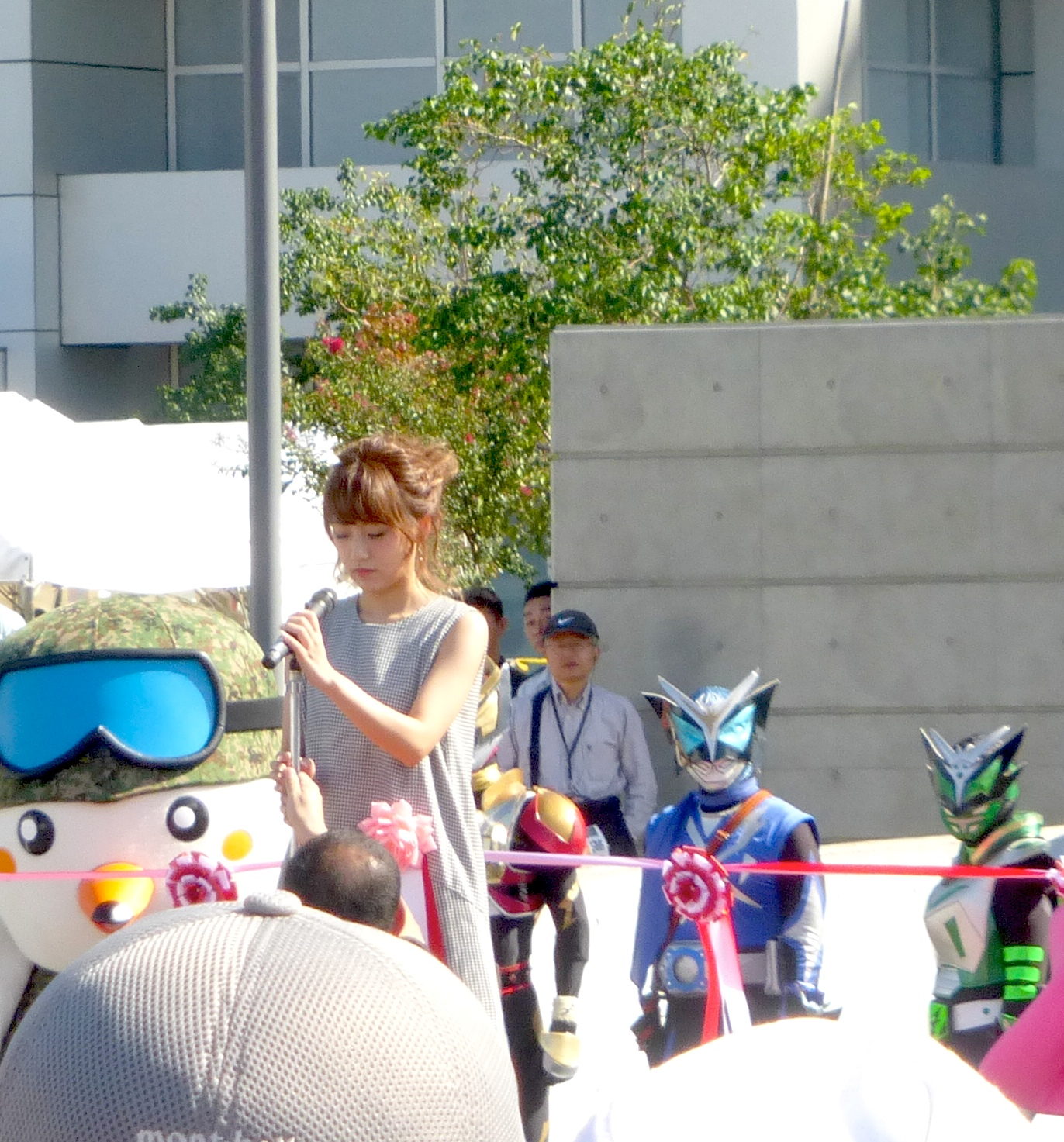
Takahashi en octubre de 2015.

En septiembre de 2008, se anunció que Takahashi formaría parte de una nueva subunidad llamada No Sleeves, junto a Haruna Kojima y Minami Minegishi. En octubre del mismo, protagonizó el drama Mendol: Ikemen idol, junto a Kojima y Minegishi, serie para la cual también interpretaron su tema principal. El 23 de agosto de 2009, Takahashi fue nombrada capitana del Equipo A.
El 24 de agosto de 2012, Takahashi fue relevada de su puesto como capitana por Mariko Shinoda, siendo nuevamente promovida al estatus de sōkantoku (directora general) tanto de AKB48 como de sus grupos hermanos. Takahashi fue una de los miembros más populares del grupo, apareciendo regularmente como miembro central en los sencillos y representado a AKB48 en programas de televisión, tales como Music Station y otros eventos publicitarios. También estaba programada su participación en el evento Takamina ni tsuite ikimasu, el cual iba a celebrarse del 25 al 27 de marzo de 2011 en el Yokohama Arena, pero este fue cancelado debido al terremoto y tsunami de 2011.
El 25 de agosto de 2012, durante el segundo día del AKB48 Tokyo Dome Concert, se anunció que Takahashi haría su debut en solitario bajo el auspicio de Universal Music Group, a través de su sello Nayutawave Records. Su sencillo debut, Jane Doe, fue lanzado el 3 de abril de 2013 y utilizado como tema de apertura para la serie de drama Saki, la cual fue protagonizada por Yukie Nakama. El 8 de diciembre de 2014, en el noveno aniversario del AKB48 Theater, Takahashi confirmó que dejaría AKB48 exactamente un año después, es decir, el 8 de diciembre de 2015. Yui Yokoyama fue su sucesora como directora general de AKB48. 
El 25 de octubre de 2015, durante el apretón de manos y el evento de autógrafos en Pacific Yokohama, se anunciaron los detalles del 42° sencillo y el Request Hour de AKB48 2016, en el cual Takahashi sería nuevamente centro. El sencillo fue lanzado el 9 de diciembre de 2015, siendo la última aparición de Takahashi. Del 26 al 27 de marzo de 2016, se celebró su ceremonia de graduación en el Estadio de Yokohama, con su última actuación teatral siendo el 8 de abril de 2016.

## Filmografía

### Películas
| Año  | Título                                       | Papel      |
| ---- | -------------------------------------------- | ---------- |
| 2007 | Densen Uta                                   | Ai-chan    |
| 2011 | Documentary of AKB48: To Be Continued        | Ella misma |
| 2012 | Documentary of AKB48: Show Must Go On        | Ella misma |
| 2013 | Documentary of AKB48: No Flower Without Rain | Ella misma |
| 2014 | Documentary of AKB48: The Time Has Come      | Ella misma |
| 2015 | Shingeki no Kyojin                           | Soldado    |

### Televisión
| Año  | Título                               | Papel              |
| ---- | ------------------------------------ | ------------------ |
| 2006 | Densha Otoko Deluxe                  | Ella misma         |
| 2008 | Saito-san                            | Kei Niimi          |
| 2008 | Men☆Dol: Ikemen Idol                 | Nami/Kai           |
| 2010 | Majisuka Gakuen                      | Minami             |
| 2010 | Honto ni Atta Kowai Hanashi          | Herself            |
| 2010 | Sakura Kara no Tegami                | Minami Takahashi   |
| 2011 | Majisuka Gakuen 2                    | Investigadora      |
| 2015 | Majisuka Gakuen 4                    | Minami             |
| 2015 | Majisuka Gakuen 5                    | Minami             |
| 2016 | AKB Horror Night: Adrenaline's Night | Hitomi (Ep.25 - 8) |

### Show de variedades
| Año                  | Título                                            | Papel                                     |
| -------------------- | ------------------------------------------------- | ----------------------------------------- |
| 2008                 | AKB 1ji 59fun!                                    | Ella misma                                |
| 2008                 | AKB 0ji 59fun!                                    | Ella misma                                |
| 2008–2016            | AKBingo!                                          | Ella misma                                |
| 2008–2010, 2014-2015 | AKB48 Nemousu TV                                  | Ella misma                                |
| 2009                 | Omoikkiri Don! 1155                               | Ella misma                                |
| 2009–2010            | Omoikkiri Pon!                                    | Ella misma                                |
| 2009–2012            | Shūkan AKB                                        | Ella misma                                |
| 2010–2011            | Pon!                                              | no3b                                      |
| 2010                 | AKB600sec.                                        | Ella misma                                |
| 2010–                | Mujack!                                           | Ella misma (MC)                           |
| 2010–2016            | AKB to ××!                                        | Ella misma                                |
| 2011                 | Documentary of AKB48 - The future 1mm ahead       | Ella misma (también actuó como narradora) |
| 2011–2014            | Shin Dōmoto Kyōdai                                | Ella misma                                |
| 2012–2014            | AKB Kousagi Dojo                                  | Ella misma                                |
| 2012–2013            | Snack Kissa Eden                                  | Ella misma (MC)                           |
| 2013–                | Ijime wo Knock Out                                | Ella misma (MC)                           |
| 2014–2018            | Mirai Monster                                     | Ella misma (MC)                           |
| 2016–2017            | DAM Channel                                       | Ella misma (MC)                           |
| 2016–                | Sekai no mura de hakken! Konna tokoro ni nihonjin | Ella misma                                |
| 2017–2018            | Ichikara                                          | Ella misma (MC)                           |

### Musicales
| Año  | Título                     | Papel |
| ---- | -------------------------- | ----- |
| 2009 | AKB48 Kagekidan "Infinity" | MC    |

### Photobooks
- B.L.T. U-17 summer (7 de agosto de 2008, Tokyo News Tsushinsha)
- Takamina (22 de septiembre de 2010, Kōdansha)
- Utsurina, utsuri na (24 de febrero de 2016, Kōbunsha)